# فيلافيكيوزا دي قرطبة (قرطبة)
بلدية فيلافيكيوزا دي قرطبة (بالإسبانية: Villaviciosa de Córdoba)‏، هي إحدى بلديات مقاطعة قرطبة إحدى مقاطعات إسبانيا، و التي تقع في منطقة الأندلس جنوب إسبانيا.
يبلغ عدد سكانها 3.587 نسمة وفقاً لإحصائية سنة (2007).